# オリオル・パウロ
オリオル・パウロ（Oriol Paulo, 1970年7月30日 - ）は、スペインの映画監督、脚本家。
犯罪スリラー映画『ロスト・ボディ』や『インビジブル・ゲスト 悪魔の証明』で知られる。両作品は国際的に高い評価を受け、複数の言語でリメイクされている。
彼の作品には、ホセ・コロナドがよく出演している。

## 経歴
1975年、バルセロナに生まれる。
1998年、プンペウ・ファブラ大学で視聴覚コミュニケーションの修士を取得。
2010年、ギレルモ・デル・トロ製作のスリラー『ロスト・アイズ』で、ギリェム・モラレスと共同脚本家として名を馳せる。
2012年、脚本も手がけた『ロスト・ボディ』で長編映画監督デビュー。本作は、ゴヤ賞で新人監督賞にノミネートされ、パリ国際ファンタスティック映画祭では最優秀作品賞を受賞した。
2017年、マリオ・カサス、バルバラ・レニー、ホセ・コロナドが出演した『インビジブル・ゲスト 悪魔の証明』の監督・脚本を務め、中国で大きな興行成績を上げた。
2021年には、ハーラン・コーベンの同名小説を原作とした、Netflixオリジナルシリーズ『イノセント』の監督・脚本を務めた。

## 作品

### 映画
| 公開年 | タイトル                        | 監督 | 脚本 |
| ------ | ------------------------------- | ---- | ---- |
| 2010   | ロスト・アイズ                  | No   | Yes  |
| 2012   | ロスト・ボディ                  | Yes  | Yes  |
| 2016   | ボーイ・ミッシング              | No   | Yes  |
| 2016   | インビジブル・ゲスト 悪魔の証明 | Yes  | Yes  |
| 2018   | 嵐の中で                        | Yes  | Yes  |
| 2022   | 神が描くは曲線で                | Yes  | Yes  |
| TBA    | Zeta                            | No   | Yes  |

### テレビシリーズ
| 公開年 | タイトル               | 監督 | 脚本 | 備考                                                                                 |
| ------ | ---------------------- | ---- | ---- | ------------------------------------------------------------------------------------ |
| 2021   | イノセント             | Yes  | Yes  | 兼製作総指揮 8エピソード                                                             |
| 2024   | トレマーでの最後の夜に | Yes  | Yes  | 8エピソード ミケル・サンティアゴによる小説『La última noche en Tremore Beach』が原作 |